# 薄膜干涉

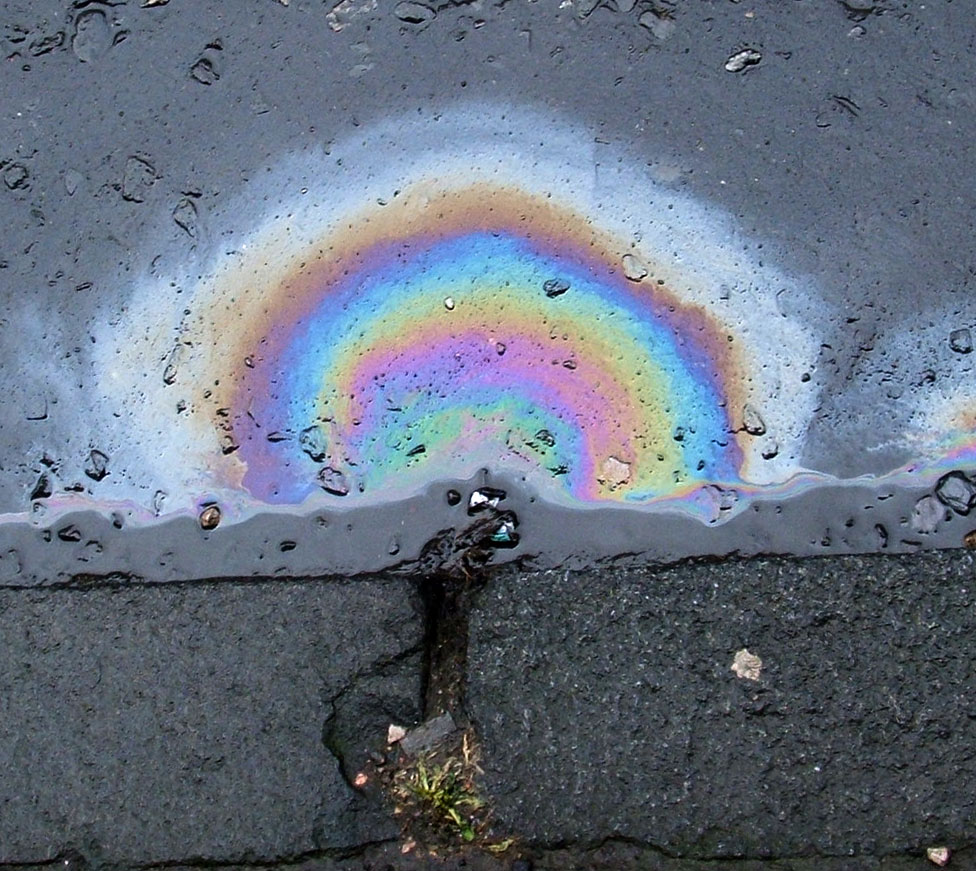
白射光照射於煤油薄膜，會顯示出色彩繽紛的干涉圖樣。

假設照射一束光波於薄膜，由於折射率不同，光波會被薄膜的上界面與下界面分別反射，因相互干涉而形成新的光波，這現象稱為薄膜干涉。對於這現象的研究可以透露出關於薄膜表面的資訊，這包括薄膜的厚度、折射率。薄膜的商業用途很廣泛，例如，增透膜、鏡子、濾光器等等。
现在考虑在另一种材料上的一层薄膜。这种情况下，薄膜的上下表面同时反射光线。总反射光是两部分反射光的总和。由于光的波动性，两个界面的反射光可能干涉相长（强度增加）或干涉相消（强度减小），这取决于它们的相位关系。相位关系取决于两个反射光不同的光程，而光程取决于薄膜厚度，光学常数和波长。
又光線由光疏介質進入光密介質被反射，光的相位會轉180度（i必須+1/2），所以當光程差2nd = (i+1/2)λ时，两组反射光干涉相長；相反的，當光程差2nd = iλ時，两组反射光相位相反，因而干涉相消。（d是薄膜厚度，i是整数，2是因为下表面反射光穿过薄膜两次）
由此可以看出，薄膜反射率随着1/λ（波长倒数）周期性地变化，如下图所示。较厚的薄膜在给定波长范围内有较多的振荡，而较薄的膜在给定波长范围内有较少，常常不完整的振荡。

## 范例

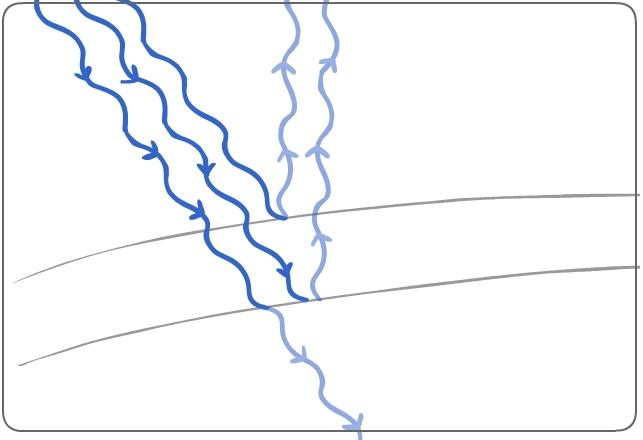

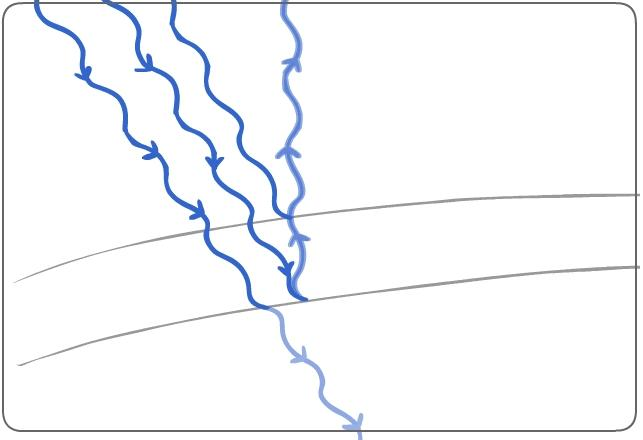

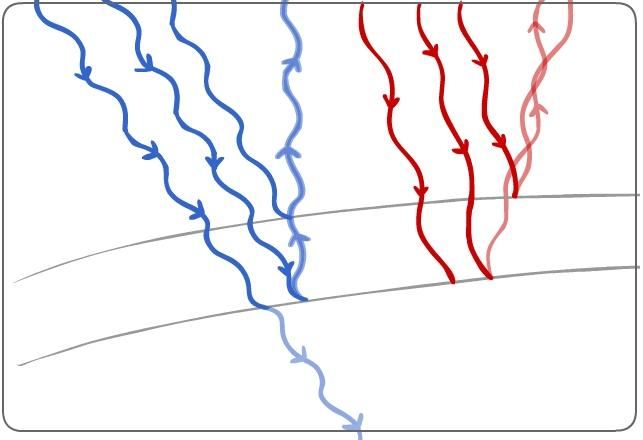

一个肥皂泡就是一个薄膜，但是它的表面厚度不均匀。而光是由红色、绿色和蓝色光波组成的，不同的颜色就从表面上反射出来。
光是一种波，不同颜色的光波有不同的波长。当一个光波照到一个半透明的薄膜时，一部分光被上表面反射回去，另一部分被下表面反射回去，剩余的光则会透射过去。
当一道蓝色光照到肥皂泡的表面时，一部分光被上表面反射回去，另一部分被下表面反射回去，剩余的光透射过去。在这个位置肥皂泡的厚度和波的长度相对应，这样上下表面反射回去的光波非常完美的叠起来形成完全建設性干涉，形成非常强的蓝色反射光。
假设红色光照到肥皂泡的同一点。因为红光的波长比较长，所以这样上下表面反射回去的光没有很好地叠在一起，它们相互减弱形成完全破壞性干涉，无法形成很强的红色反射。
然而，当肥皂泡更厚一点时，红色光波就会叠在一起，蓝色光波就会相互减弱，因此这个肥皂泡看上去是红色的。

## 外部連結
- 了解薄膜 （页面存档备份，存于）
- “薄膜量测”泡沫怎么会有颜色？- 这个短片用泡沫的颜色来解释如何用反射率测量薄膜厚度 （页面存档备份，存于）